# Hyman Rickover
Hyman George Rickover, né le 27 janvier 1900 à Maków Mazowiecki dans le royaume du Congrès (Pologne sous administration russe), mort le 8 juillet 1986 dans le comté d'Arlington dans l'État américain de Virginie, est un amiral de l’United States Navy. Il est le père de la propulsion nucléaire de la marine américaine dans laquelle il servit 63 ans, de 1918 à 1982, détenant le record de longévité dans les forces armées américaines.

## Biographie
Chaim Godalia Rickover naît en Pologne, dans une famille juive. Il arrive avec une partie de celle-ci aux États-Unis en mars 1906 pour échapper aux pogroms à la suite de la révolution russe de 1905.
Il américanise son prénom en Hyman George pour entrer à l'Académie navale d'Annapolis en 1918 où il est confronté à l'antisémitisme de ses camarades. Il va montrer d'excellents talents d'ingénieurs qui vont lui faire gravir très vite la hiérarchie dans les services techniques de l'US Navy. Pendant la guerre du Pacifique, il est responsable de l'équipement électrique des sous-marins où il se distingue. Après guerre, ses compétences et sa maîtrise des arcanes du pouvoir font qu'il obtient la responsabilité du programme de propulsion nucléaire des sous-marins et est membre de la Commission de l'énergie atomique des États-Unis, il participe ainsi au programme de l'USS Nautilus. Il obtient ensuite la responsabilité du programme de propulsion nucléaire pour les navires de surface, principalement les porte-avions. Il intervient également dans la conception même des navires et dans le choix des officiers allant les commander. Avec son caractère abrasif et son omniprésence, il a des relations tendues avec les industriels mais il a le soutien du Congrès et des différents présidents américains, dont Jimmy Carter qui a servi sous ses ordres lorsqu'il était sous-marinier.
Il est promu contre-amiral en 1953, vice-amiral en 1959 et amiral (Admiral, amiral 4 étoiles, le plus haut rang de la marine en période de paix) en 1973.
Sous la présidence Reagan, en 1982, la coterie de la construction navale réussit à le pousser à la retraite, à 82 ans et après 63 ans passés dans la marine, record historique de longévité dans toutes les forces armées américaines.
Rickover est aussi à l'origine de la première centrale nucléaire civile de production d'électricité : le réacteur nucléaire de Shippingport.

### Conceptions sur la centrale nucléaire idéale
Dans The Journal of Reactor Science and Engineering de juin 1953, et alors qu’il s’opposait aux réalisations de son temps, Rickover rédigea une sorte de credo scientifique dans un article titré La centrale nucléaire idéale […],. Selon lui, elle a presque toujours les caractéristiques suivantes :
1. elle est simple ;
2. elle est petite ;
3. elle est bon marché ;
4. elle est légère ;
5. elle peut être construite rapidement ;
6. elle est évolutive ;
7. très peu de développements sont nécessaires : elle utilisera principalement des composants sur étagère ;
8. cette centrale est à l’étude, elle n’est pas encore construite.

À l’opposé, une centrale nucléaire réelle peut se distinguer par les caractéristiques suivantes :
1. elle est compliquée ;
2. elle est grande ;
3. elle est très chère ;
4. elle est lourde ;
5. elle prend beaucoup de temps à construire à cause de problèmes techniques ;
6. elle est en retard sur l'emploi du temps ;
7. elle a demandé un énorme volume de développements sur des sujets apparemment triviaux ; la corrosion en particulier est un problème ;
8. elle est déjà construite.

## Distinctions et hommages
- Prix Enrico Fermi en 1964[6].

Deux navires américains ont été nommés d'après lui :
- l'USS Hyman G. Rickover (SSN-709), un sous-marin de classe Los Angeles en service de 1976 à 2006 ;
- l'USS Hyman G. Rickover (SSN-795), un sous-marin de classe Virginia en cours de construction.

### Sources et bibliographie
- Willy Bourgeois, U.S.S. Nautilus, Éd. Gérard et Cie, 1959, 159 p., p. 45